# Tijdelijke wet maatregelen covid-19
De Tijdelijke wet maatregelen covid-19 (afgekort Twm) is een Nederlandse wet. De wet trad op 1 december 2020 in werking en verving daarmee de tot dan toe geldende noodverordeningen. De belangrijkste bepaling in de wet is artikel I Twm. Met dit artikel wordt Hoofdstuk Va aan de Wet publieke gezondheid toegevoegd.
De Twm wordt informeel ook wel Spoedwet (corona) of Coronawet genoemd.
De Eerste Kamer heeft op 17 mei 2022 het wetsvoorstel Goedkeuring van het Besluit houdende de vijfde verlenging van de geldingsduur van bepalingen van de Tijdelijke wet maatregelen covid-19 (Stb. 2022, 76) (Goedkeuringswet vijfde verlenging geldingsduur Tijdelijke wet maatregelen covid-19) verworpen. Het betreft de al ingegane verlenging tot 1 juni 2022. Per 19 mei vervalt deze verlenging. Hiermee vervalt ook de grondslag om te stemmen over het ontwerpbesluit inzake de zesde verlenging.

## Achtergrond
Sinds 13 maart 2020 heeft de minister de voorzitters van de veiligheidsregio's aanwijzingen gegeven, op grond van artikel 7 Wet publieke gezondheid. De voorzitters van de veiligheidsregio's hebben deze aanwijzingen omgezet in regionale noodverordeningen. Juridisch gezien konden deze aanwijzingen en de daaropvolgende noodverordeningen zonder tussenkomst van de Staten-Generaal worden ingevoerd. Ook de gemeenteraden hadden niet de bevoegdheid de noodverordeningen tegen te houden of aan te passen. Hierop kwam kritiek. Zo verklaarden voorzitters van Eerste en Tweede Kamer, de vicepresident van de Raad van State, de nationale ombudsman en de voorzitter van de Rekenkamer op 7 april 2020 gezamenlijk dat het democratisch proces doorgang moest blijven vinden tijdens de coronacrisis.

## Doelen van de wet
Volgens de memorie van toelichting bij de Twm heeft de wet onder andere als doel enerzijds te zorgen voor snelheid en flexibiliteit van handelen en anderzijds democratische legitimatie en bescherming van grondrechten te waarborgen.

## Kritiek op het wetsvoorstel
Reeds voorafgaand aan de parlementaire behandeling uitten experts kritiek op het voorstel van wet.